# Eine schöne Bescherung (2015)

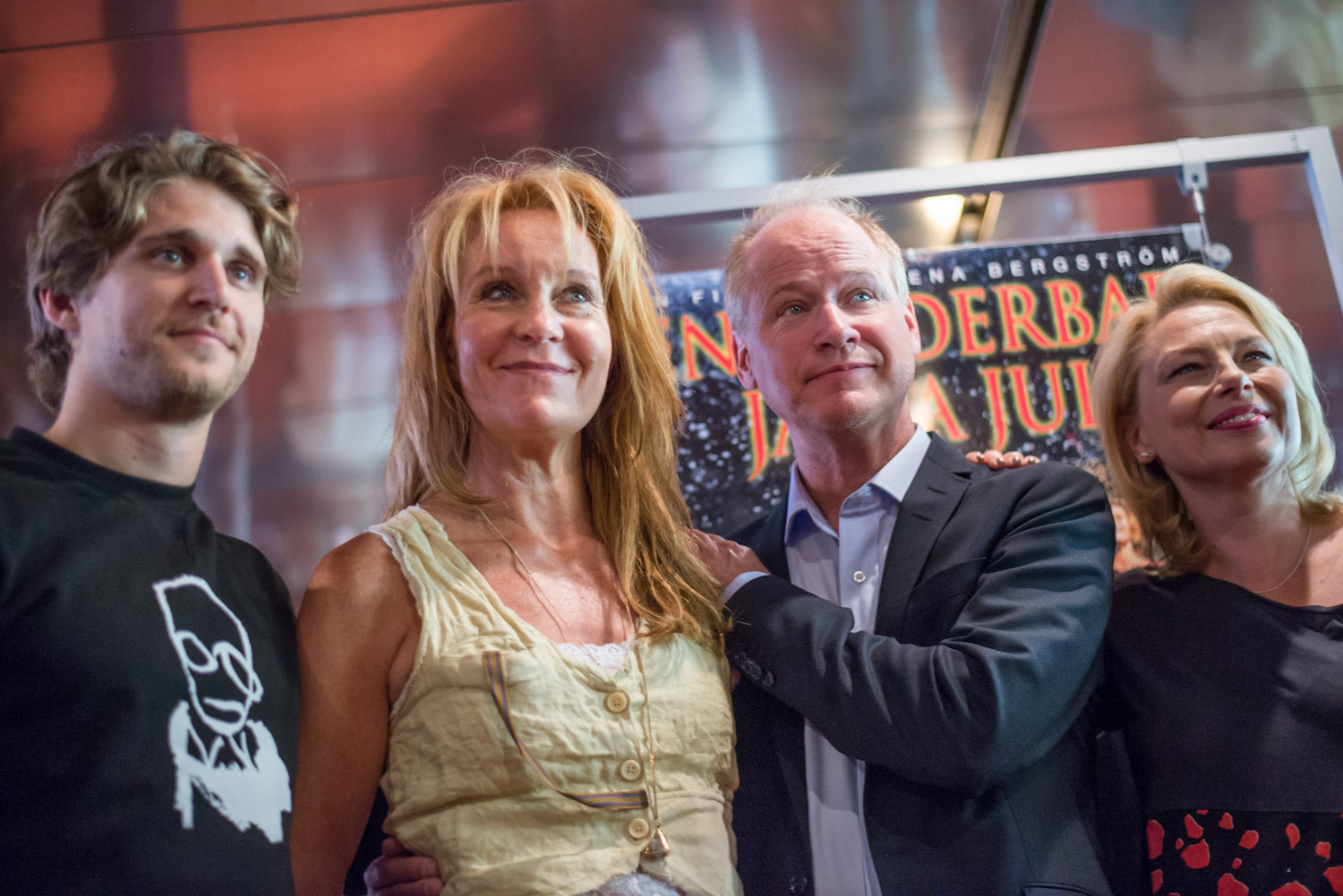
Anastasios Soulis, Maria Lundqvist, Robert Gustafsson und Helena Bergström 2015 bei der Premiere des Films.

Eine schöne Bescherung (Originaltitel: En underbar jävla jul) ist eine schwedische Filmkomödie aus dem Jahr 2015. Die Regie führte Helena Bergström, die auch zusammen mit Edward af Sillén und Daniel Réhn das Drehbuch schrieb. In den Hauptrollen sind unter anderem Maria Lundqvist, Robert Gustafsson und Anastasios Soulis zu sehen.

## Handlung
Simon und Oscar, beide 27 Jahre alt, sind seit drei Jahren ein Paar. Sie haben nun ein älteres Haus gekauft und laden ihre Eltern, zu denen jahrelang kein Kontakt bestand, zur gemeinsamen Weihnachtsfeier ein. Bei der Gelegenheit möchten sie auch bekanntgeben, dass sie in einer Dreiecksbeziehung mit Cissi leben, die eine Woche nach Weihnachten ein Kind von ihnen beiden erwartet, sie betrachten sich beide als Vater.
Auf Seiten der Eltern steht vor allem Oscars Vater Ulf im Mittelpunkt des Films, ein gestandener Staatsanwalt in fortgeschrittenem Alter mit betont konservativen Ansichten. Seine verdrängte Enttäuschung darüber, dass sein begabter Sohn in einer schwulen Beziehung lebt und als freier Autor kein wesentliches Einkommen hat, äußert sich in einer offen negativen Einstellung zu allem, was ihm begegnet, und seien es unwesentliche Kleinigkeiten, sobald diese seinen Gewohnheiten widersprechen.
Entsetzt ist Ulf vor allem, als die ungewöhnliche Familienkonstellation bekanntgegeben wird. Für ihn als Jurist ist es untragbar, nicht zu wissen, wer der biologische Kindsvater ist, und dass darüber hinaus keine vertraglichen Regelungen für die Lebensgemeinschaft abgeschlossen wurden. Seine Vorwürfe und Mutmaßungen verunsichern auch das junge Trio aufs äußerste. Als auch in den anderen Familien verborgene Konflikte zum Vorschein kommen, treibt die schlechte Stimmung schließlich Cissi aus dem Haus, da sie ihrem Kind solche Großeltern nicht zumuten will.
Betroffen über das angerichtete Unheil kommen die Väter zur Einsicht, finden Cissi an einer Imbissbude und bitten sie um Entschuldigung. Sie willigt ein, ins Haus zurückzugehen, doch kaum sind sie dort, platzt ihre Fruchtblase. Mit großen Schmerzen wird sie von allen zusammen zum nächsten Arzt getragen, wo sie ein gesundes Mädchen zur Welt bringt. Die Eltern raufen sich zusammen und versprechen, dem Kind gute Großeltern zu sein.

## Hintergrund
Eine schöne Bescherung wurde von Petra Jönsson für Sweetwater Production AB produziert, mit der Unterstützung vom Schwedischen Filminstitut. Der Film hatte zunächst den Arbeitstitel God jul! und später Härlig är jorden, bevor er seinen endgültigen Originaltitel En underbar jävla jul bekam.
Der Film kam am 13. November 2015 in die schwedischen Kinos. Im Jahr 2015 sahen den Film 600.933 Menschen in Schweden. Der Film war damit der meistbesuchte Film in diesem Jahr. Eine schöne Bescherung kam am 22. Dezember 2016 in die deutschen Kinos.

## Synchronisation
Die deutsche Synchronfassung wurde unter der Dialogregie von Clemens Frohmann nach dem Dialogbuch von Stefan Kaiser bei der Neuen Tonfilm München erstellt.
| Darsteller               | Rolle       | Synchronsprecher |
| ------------------------ | ----------- | ---------------- |
| Robert Gustafsson        | Ulf         | Frank Röth       |
| Helena Bergström         | Carina      | Carin C. Tietze  |
| Rakel Wärmländer         | Cissi       | Friederike Sipp  |
| Michalis Koutsogiannakis | Millitiadis | Claus Brockmeyer |
| Anton Lundqvist          | Oscar       | Benedikt Gutjan  |
| Anastasios Soulis        | Simon       | Patrick Roche    |

## Kritik

### In Schweden
Anna Hellsten schrieb im Svenska Dagbladet, dass der Dialog in Eine schöne Bescherung „mit absolutem Gehör für alle anstrengenden Gespräche über Kompromisse zu Weihnachtsfeiern“ geschrieben sei. Außerdem sei Robert Gustafsson „besser als je zuvor“ in seiner Rolle als  „Homophober“.
Karin Svensson von Östersunds-Posten gab dem Film 4 von 5 Punkten und schrieb: „Eine schöne Bescherung ist eine Dramakomödie, und sicherlich gibt es eine Menge ermüdendes Gestolper und komische Peinlichkeiten. Der Humor wird auch in Form von scharfen Onelinern (hauptsächlich von der formidablen Inga Landgré als ausgesprochene Großmutter) und von Rikard Wolff in einem wunderbaren Trieb mit gemütlich-faschistischen Weihnachtswelten im Fernsehen geliefert. Aber es ist auch die brutale Mischung aus Humor und herzzerreißender Ernsthaftigkeit, die dafür sorgt, dass man den Film wirklich fühlt, im ganzen Körper fühlt. Das ist mehr wert als fröhliche Weihnachtsstimmung.“
Helena Lindblad schrieb in Dagens Nyheter: „Beim vierten Regieversuch gelingt es Helena Bergström schließlich, eine eng erzählte Komödie mit einer modernen Ansprache, Schwärze und Humor in den richtigen Dosen samt einem konzentrierten Biss in den Textzeilen zu machen. Ein ziemlich wunderbarer verdammter Weihnachtsfilm.“
Jonna Vanhatalo von Moviezine.se gab Eine schöne Bescherung 4 von 5 Punkten und bezeichnete ihn als den besten und gemütlichsten schwedischen Weihnachtsfilm seit Kjell Sundvalls Tomten är far till alla barnen (1999). Der Film sei „gut gespielt, unglaublich witzig aber auch nachdenklich und außerdem enorm erwärmend in der kommenden Winterkälte“.

### In Deutschland
Alexandra Seitz von epd Film gab Eine schöne Bescherung 2 von 5 Sternen und meinte, dass der Film „personell etwas überbesetzt“ sei, würdigte jedoch die Leistung der Schauspieler, die „sich von den kreuz und quer strebenden Interessens- wie Gefühlslagen der Figuren nicht aus der Ruhe bringen [lassen] und […] stattdessen so lässig wie liebevoll an den einprägsamen Wesenszügen ihrer jeweiligen Charaktere [arbeiten]“. Die Akteure sorgen „inmitten all des Chaos für die dringend notwendige Bodenhaftung sowie für Momente tragikomischen Wiedererkennens“, so Seitz.
Christian Berndt von Deutschlandfunk Kultur schrieb: „[A]ls Gesellschaftssatire taugt die gutgemeinte, aber realitätsblinde Komödie nicht.“
Björn Schneider von Programmkino.de meinte: „Die kurzweilige schwedische Komödie „Eine schöne Bescherung“ überzeugt mit einem chaotischen Clash der Gegensätze und vielen daraus folgenden, gelungenen Späßen. Leider erweisen sich aber einige Wendungen als zu bemüht und der Film stellenweise als zu langatmig.“